# Mörtsjön (Högsjö socken, Ångermanland)
Mörtsjön är en sjö i Härnösands kommun i Ångermanland och ingår i Ångermanälven-Gådeåns kustområde. Sjön är 42 meter djup, har en yta på 4,11 kvadratkilometer och befinner sig 35 meter över havet. Sjön avvattnas av vattendraget Utansjöån (Svanabäcken).

## Delavrinningsområde
Mörtsjön ingår i det delavrinningsområde (696600-160556) som SMHI kallar för Utloppet av Mörtsjön. Medelhöjden är 65 meter över havet och ytan är 12,72 kvadratkilometer. Räknas de 26 avrinningsområdena uppströms in blir den ackumulerade arean 167,91 kvadratkilometer. Avrinningsområdets utflöde Utansjöån (Svanabäcken) mynnar i havet. Avrinningsområdet består mestadels av skog (56 procent). Avrinningsområdet har 4,06 kvadratkilometer vattenytor vilket ger det en sjöprocent på 31,9 procent. Bebyggelsen i området täcker en yta av 0,59 kvadratkilometer eller 5 procent av avrinningsområdet.